# 1934 en Colombie-Britannique
Chronologie de la Colombie-Britannique
- 1930
- 1931
- 1932
- 1933
- 1934
- 1935
- 1936
- 1937
- 1938

Cette page concerne des événements qui se sont produits durant l'année 1934 dans la province canadienne de Colombie-Britannique.

## Politique
- Premier ministre : Thomas Dufferin Pattullo.
- Chef de l'Opposition : Robert Connell du Parti social démocratique du Canada
- Lieutenant-gouverneur : John William Fordham Johnson
- Législature :